# Payal Jangid
Payal Jangid és una activista índia a favor dels drets de la infància. Ha participat en campanyes contra el matrimoni infantil, el treball infantil i pel dret a l'educació de les nenes.
Payal Jangid va néixer a Hinsla, al districte d'Alwar, al Rajasthan. El 2012, Hinsla es va convertir en un Bal Mitra Gram («poble amic de la infància»), un concepte promogut per Kailash Satyarthi que va inspirar-la. Quan tenia 11 anys va impedir el seu propi matrimoni infantil i també va evitar el de la seva germana. Es va convertir en sarpanch («presidenta») del Bal Panchayat («consell d'infants») de la seva comunitat.
La seva labor ha ajudat el seu poble a desfer-se de matrimoni infantil. El 2013 va ser escollida com a membre del jurat del Premi Mundial de la Infància pels Drets de l'Infant.